# 박숭질
박숭질(朴崇質, 1435년 ~ 1507년)
조선 중기의 문신.
본관은 반남(潘南). 자는 중소(仲素). 익부(益夫).  할아버지는 금천부원군 좌의정 박은(朴訔)이고, 아버지는 부윤(府尹) 박훤(朴萱)이며, 어머니는 구강(具綱)의 딸 능성구씨이다.
생애 및 활동사항
고모부인 어효첨, 조석문 그리고 박병중의 사돈 양성지 및 김숙자로 부터 수학하였다.
조부 박은(朴訔)이 1419년(세종1년) 독권관이 되어 김숙자(金叔滋)를 급제시킨 인연으로 김숙자로부터 김종직(金宗直) 등과 함께 수학하였다.<점필재집 이준록, 선공사우 제3>
1456년(세조 2) 식년문과에 정과로 임원준, 이극균 형제, 김종석, 어세겸 형제 등과 같이 급제하였고, 권지로 승문원 정자, 예문관 대교, 사헌부 감찰, 사헌부 지평, 강원도도사, 병조 정랑을 역임하고 경기도도사를 거쳐 세조실록 편수관과 성균관 사예 행 세자시강문학으로 성종을 가르쳤다.
성종 즉위 시 좌리원종공신이 되었으며, 1471년 사헌부 장령, 1472년 사간원 사간으로 있으면서 성종을 경연에 반드시 참석토록 하여 25년간 참석하였다.
정희왕후의 친정이 끝나고 1477년 대구부사로 나갔다. 대구부사 시절에 폐비윤씨 문제가 있어 후에 갑자사화에 무사할 수 있었다.
통례원 우통례 후 좌통례를 할 때 임금의 명을 받고 양성지, 노사신 등과 <팔도지지>,<동문선>을 합하여 <동국여지승람>을 완성하였다. 1480년(경자년) 상평창을 건의하여 시행하였으며,
1481년 수원부사 겸 좌수(묘지명,고령세고)를 하였다.
1484년 예조참의, 1485년 승정원 동부승지, 우부승지에서 1486년 좌부승지를 건너뛰고 도승지를 하였다. 부친이 세상을 떠나 시묘살이를 하고, 조정에 나가 <삼강행실도>를 주자 인쇄하여 배포할 것을 건의하여 다음해에 반포하였다.
1489년 공조참판, 특진관이 되고, 1490년 호조참판에 이어 사헌부 대사헌, 동지중추부사가 되었다. 1491년 성절사로 중국에 가는 길에 여진족의 동태를 보고하여 성종은 그해 여진정벌에 나서게 하였다.
김일손이 김종직을 도운 것으로 난처한 입장에 처하게 되자 서장관으로 불러 함께 다녀왔다.
한성부 우윤을 거쳐 황해도관찰사를 거쳐 1493년 호조판서가 되었고, 1494년 한성부 판윤, 형조판서를 하였다.
성종이 성군으로 불리는데 대표적인 치적들을 간언하여 이루어낸 것 들이다.
성종이 죽고 연산군이 즉위하자 형조판서, 전라도관찰사를 하고, 1497년 지중추부사 겸 지의금부사를 거쳐 1498년 호조판서 당시 무오사화가 일어났다.
이때에도 상평창을 실시하였으며, 호조좌랑 김일손이 사화의 중심에 있었다.
1501년 공조판서, 체찰사로 하삼도를 순찰하였으며, 연산군이 사심없는 자를 순찰사로 천거하라 하여 순찰사가 되었다.
1503년 연산 9년에 특진관으로서 궁중의 사치가 심하니 아껴야한다고 직언하였으며, 연산 10년 갑자사화에 친인척과 지인들이 대거 부관참시, 사형, 유배 등을 당하였다.
피바람이 부는 사이 영의정 성준이 병으로 사직하고 정승자리에 유고가 생기자 연산군은 대신들에게 우의정을 천거하라 하여 우의정이 되었다. 좌의정 허침이 죽자 좌의정이 되었으며, 연산군의 폭정이 계속되자 여러번 사의를 표하였으나 윤허하지 않았다.
대사례 때에 백화를 신고 나왔고, 5만의 군사훈련을 시키면서 꿩 한마리를 임금에게 바치는 등 항거하는 모습을 비추어도 사직이 안되자 연산 12년에 말에서 떨어져 등청을 하지 않아 결국 경질되었다.
중종반정 이후 재 등용되어 나흘간 좌의정에 복관되었으며 이후 영중추부사가 되었다. 중종이 등극하자마자 박숭질을 복권하라고 한 첫마디는 중종의 반정 후 정치적 안정을 꾀하기 위한 것이다. 연산군 때 화를 당한 사람들을 복권시켰으며 일족들과 함께 정국원종공신에 이름을 올렸다.
40대 젊은 관원들이 반정을 주도한 조정이라 산만할 수 밖에 없었을 것인데 노대신이 있어 우와좌왕하지 않고 일처리도 일사분란하게 이루어지고 분위기 또한 엄숙해지니 조정은 곧바로 안정을 찾을 수 있었다.
중종 2년 73세에 세상을 떠나니 중종이 소찬을 먹고 쌀.베 등을 부의 하였다.
중종과는 특별한 인연이 있는데 중종의 호가 낙천으로 박은이 태종의 명으로 정자 이름을 지은 것에서 따왔고, 세자빈을 박씨 문중 박용의 딸을 간택하였다.
참판 박규, 신기전 미사일을 만든 중추원사 관찰사 박강은 백숙부이고, 영의정 구치관, 구수영은 외가 집안이며, 좌의정 어세겸, 어세공 형제와는 내종간이고 , 영의정 성준, 성희안 형제, 좌의정 허침, 허종 형제, 중추부지사 도총관 박원종 등은 모두 혼맥인척이다.
형 박숭문은 돈녕부 도정이다. 형수는 세조의 왕비 정희왕후, 성종의 왕비 문정왕후와 같은 집안이다. 형수와 아내는 동서지간으로 대비전을 자주 찾아뵈었다. 아내는 글과 시를 알아 정희왕후와 장경왕후의 말벗이 되었다고 한다.
사후에 아들 조의 딸인 손녀가 종실 세조의 아들 덕원군 서의 손자요 연성군 지의 아들 이정에게 출가하였다.
성품이 강직하기로 유명하였고, 예조참의 시절 예법을 연구하여 중종의 칭찬을 들었는데 책은 전해지지 않으며 춘추를 즐겨 읽었다.
박숭질의 시호는 공경(恭頃)이다.
신증동국여지승람 나주목 인물편에 기록되어 있다.
[박숭질(朴崇質) 과거에 급제하여 벼슬이 영중추부사(領中樞府事)에 이르렀으며, 시호는 공경(恭頃)이다.]
동국여지승람은 성종때 1481년 완성 이후에도 꾸준한 교정과 증보 작업이 이어졌다. 1485년(성종 16년) 김종직 등에 의해 1차 교정이 이뤄졌고，1499년(연산군 5년)에는 임사홍 성현 등에 의해 2차 교열이 진행됐다.
1528년(중종 23년)에는 새로운 보충작업에 착수해 보완한 곳에 '신증(新增)'의 두 글자를 첨가했다.
그 결과 1530년(중종 25년)에는 속편 5권을 합쳐 전 55권의「신증동국여지승람(新增東國輿地勝覽)」이 완성됐다.
이것으로 보아 중종 때 시호가 내려졌고
당시 인쇄본으로 되어 있어 착오가 있을 수 없다.
시호를 확인 할 수 있는 사료인 것이다.
또한 신증동국여지승람 1611년 인쇄본에도 공경(恭頃)으로 되어 있다.
여기에는 조부 박은(朴訔)의 《子 葵 官至형조참판, 薑 參좌익공신 官至중추원사》 기록도 있다(感謝).
```
현재 우리가 알고 있는 시호는 국조방목에 「공순공」으로 기록되어 있어 모든 역사서에도 준용되어 왔을 뿐만 아니라 집안에서도 이의없이 이를 받아들여 사용하여 온 것이라 생각된다.
```

「국조방목」이 나타나기 시작한 것은 대체로 18세기 중엽, 영조 치세의 후반기라고 한다.
박숭질의 시호가 어디서부터 잘못되었는가 찾아보았다.
○ 1656년 유형원이 신증동국여지승람을 베껴 사찬(私撰)한 「동국여지지」에 공순이라고 잘못 쓴 것이 시초가 된 듯하다. 
1. 1775년~1784년간에 박손경이 엮은「소화귀감」사본에「左朴崇質字仲嘉諡恭頃 訔孫佯墜馬免相」이라고 나와「 諡 恭頃 공경」임을 알 수 있다.
2. 1909년 안종화 등이 찬한 납활자본 「국조인물지」에는 「국조방목」을 참고로 하였다고 술하고「諡恭順 공순」이라고 기록하였으며,
3. 1912년 김성은이 펴낸 목판활자본 「동국속수문헌록」에는 「恭順」으로 되어 있으며,
4. 1917년 박희성이 지은 원고 「기년편고」에는 「謚㳟順」 이라 되어있다.
이것으로 볼 때 1909년 이후 「국조방목」을 참고로 시호를 기록한 것을 이후 계속 이어서 참고로 하여 현재에 이르게 되었다고 볼 수 있다.
1. 小華龜鑑v3 / 朴遜經(朝鮮) 編 / 寫本 / 영조51년(1775) - 정조8년(1784) 경 / K2-228 / MF35-294-296
a 장정,분량 : 31卷 19冊:; b 삽도,판식 : 四周單邊, 半郭19.9 × 14.1cm, 有界, 半葉10行 24字, 註雙行, 無魚尾; c 크기(세로x가로) : 27.6 × 17.5cm 印: 李王家圖書之章
堂十七作金陵賦進壯几杖左許琛字獻之號■軒(頤軒)諡文貞琮弟
左朴崇質字仲嘉諡恭頃訔孫佯墜馬免相
右姜龜孫字用休諡肅憲赴京恐言泄憂懼疽背卒左愼守勤承善子燕山娚中宗國舅靖國時被誅領金壽童字眉叟號壽堂礗弟燕山時
출처 : 왕실도서관 장서각 디지털 아카이브
2. 國朝人物志v1 / 安鐘和(朝鮮)會纂 / 鉛印本 / 隆熙3年(1909) / B9C^2
(燕山朝)朴崇質字仲素潘南人府尹萱子左相訔孫世祖丁丑生員文科燕山甲子拜右相尋陞左議政佯隳馬免相諡恭順國朝榜目
출처 : 왕실도서관 장서각 디지털 아카이브
3. 東國續修文獻錄v1 / 金性溵 / 木活字本 / 1912 / B9C^11
明號老圃曼殊玄孫文領相几杖文僖許琛字獻之號頤軒琮弟文左相淸白吏文貞
朴崇質字仲素訔孫文左相佯墮馬免相恭順
姜龜孫字用休晉州人文右相肅憲愼守勤字勤中承善子蔭左相被勳臣所害後伸信度金壽童字眉叟礩侄文領相文景
출처 : 왕실도서관 장서각 디지털 아카이브
4. 紀年便攷v10 / 朴羲成(朝鮮)著 / 稿本 / 1917 識 / k2-37 / MF35-267~272
朴崇質訔孫府尹萱子字仲善一仲素世祖丙子進士同年文科燕山甲子拜右相佯墮馬免相入耆社中宗朝卒謚㳟順
출처 : 왕실도서관 장서각 디지털 아카이브
서울대학교 규장각에 《청구지장》에도 공순공으로 확인하였다.
조선 중기 이후에 만들어진 《여지도서》에는 《공경恭景》이라고 나와있다.
찾아낸 시호는 세가지이다.
그리고 이해해야 할만한 사실을 발견하고 그럴 수 있다라는 생각이 들었다.
중요한 것은 시호를 내릴 때 (혹은 상신할 때) 3가지를 썼다는 것이다.
시호는 세가지로 내려서 선택하게 한 것으로 보인다.
이 곳에서 3가지로 된 공순공의 자료는 없었지만 나와있는 시호를 기록일자 순으로 보아 공경恭頃, 공순恭順, 공경恭景 3가지가 아니였을까 미루어 짐작해 본다.
시호를 기록해 놓은 《시보》 라는 책이 국회도서관에 있고 인터넷으로 열람할 수 있어서 찾아보았다.
이것을 기록한 사람은 소석은 대사헌, 병조판서 등을 엮임한 조병기(1821~1858)이다. 필사본이지만 여기에도 공순공으로 기록되어 있다.
가장 최근인 것은 1910~1920년대에 작성된 것으로 장서각 소장 조선인명사전(朝鮮人名辭典)(이왕직실록편찬실(李王職實錄編纂室) 에도 공경(恭頃)이라 되어 있다.
○ 공경의 경은 頃으로 쓰기 전에 같은 의미로 僖를 썼다. 조선왕조실록 선조편에 특별한 경우가 있는데 태종 때 연성군(延城君) 김로(金輅)의 시호를 공희(恭僖)라고 하였는데 "중종공희왕(中宗恭僖王)"의 시호에 겹치므로 공희(恭僖)를 공경(恭頃)으로 바꾸었다는 기록이 있다. 중종의 시호는 길게 "공희휘문소무흠인성효대왕(恭僖徽文昭武欽仁誠孝大王)"이다.
'이도'라는 곳이 공주와 부여 사이에 있었는데 어느 왕의 이름과 음이 같다하여 '이인'이라고 바꾸기도 하였다.
이런걸 보면 "문종 공순* 흠명 인숙 광문 성효 대왕(文宗恭順*欽明仁肅光文聖孝大王)"으로 "문종공순왕" 시호에 공순(恭順)이 나와 있어 사용할 수 없는 것이 된다.
이것을 몰랐다면 봉상시나 예조판서는 파직을 당하고 유배를 갔을 것이다.
頃, 景, 敬 이 세가지 경자를 통하여 보면 公의 유사한 성품을 나타내었음을 알 수 있다. 당시 세조~연산군 시절에는 살얼음과도 같았던 세상이었다. 蓍意大應(기의대응)이라 생각이 깊을 수 밖에 없었다. 또한 정인지를 매우 존경하여 성종이 나이가 많아 경연에 나오지 않도록 배려하였음에도 자세가 흐트러짐이 없으니 경연에 참석할 수 있도록 청한 것을 尊賢敬上(존현경상)으로 나타내었다. 令善典法(영선전법)은 하삼도 주민을 북방으로 이주시키는 일도 잘 처리하였다는 것이고, 無過爲僖(무과위희) 과오가 없기에 오랫동안 무사할 수 있었다.
즉, 順도 그의 성품에 벗어난 것은 아니겠지만  위 세 '경'과는 다른 의미를 나타낸다.

## 가족 관계
- 할아버지 : 박은 (좌명공신, 좌의정, 집현전 대제학)
- 할머니 : 노씨부인 . 주씨부인
  - 아버지 : 박훤 (좌익원종공신, 경주부윤)
  - 어머니 : 능성구씨 (구강의 딸)
  - 큰아버지 : 박규 (경상도관찰사)
  - 백모 : 원주변씨 (변현의 손녀딸)
    -       -         -           -             - 후손녀 : 의인왕후(선조의 왕비)

  - 중부 : 박강 (좌익공신, 중추원사)
  - 숙모 : 순흥안씨 (안숭직의 딸)
    -       - 증손녀 : 인성왕후(인종의 왕비)

    - 부인 : 우주황씨 (정당문학 황거중의 증손녀)
    - 부인 : 예안이씨 (현령 이서주의 딸)
    - 부인 : 하동정씨 (대제학 정초의 증손녀)
      - 첫째딸 : 조도
      - 둘째딸 : 이선
      - 세째딸 : 박사겸
      - 아들 : 박조
      - 며느리 : 동래정씨(정수의 딸)
        - 손녀 : 이정 (仁原正) 전주이씨 덕원군파
        - 손자 : 박여주
        - 며느리 : 강릉최씨(최응현의 손녀)
        - 손자 : 박여즙
        - 며느리 : 나주나씨(나숙담의 손녀)

## 묘소와 묘지(墓誌)
묘소는 경기도 파주시 문산읍 당동리 산 57-1 평도공 박은 묘역에 위치해 있다. 부산박물관에 소장되어 있는 〈박숭질백자음각묘지〉는 총 여섯 개의 직사각형 판으로 이루어져 있다.